# Вендел Р. Гарнер
Вендел Р. Гарнер (21. јануар 1921. - 14. август 2008.) је био научник у области психологије на Јејл Универзитету, коме се преписује значајан допринос когнитивној револуцији, у којој су Џорџ Милер и остали научници тог покрета применили тадашња исртаживања из области вештачке интелигенције и информатике како би испитали идеје о људским можданим процесима.

## Живот
Гарнер је рођен 21. јануара 1921. у Буфалу, држава Њујорк. Похађао је Franklin & Marshall College у Ланкестеру, у Пенсилванији. Након матурирања, похађао је Универзитет Харвард где је добио мастер диплому 1943. године и звање доктора 1946. године. Упознао је своју супругу Барбару Вард Гарнер док је радио у радарској лабораторији на Харварду за време Другог светског рата.

## Каријера
Године 1946. Гарнер се преселио у Балтимор и придружио се Универзитету Џон Хопкинс, где је био шеф у школском одсеку за психологију од 1954. до 1964, такође вршећи функцију директора Института за Кооперативно истраживање који је постојао у то време.
Године 1967. Гарнер се придружио Јејлу као професор психологије, убрзо постајући директор сектора за психологију. Такође је био декан Школе за уметност и науку између 1978. и 1979.
Гарнерова истраживања су помогла да се избистре идеје попут капацитета канала, примењених преко когнитивне револуције. Према Федерацији за Асоцијације у Бехавиоралној и Можданој науци, био је најпознатији по својој књизи Uncertainty and Structure as Psychological Concepts, која је штампана 1962. проширујући теорију информација у поље психологије; његова књига The Processing of Information and Structure из 1974, која се бавила обрасцима опажања и просторне интеракције; као и књиге Applied Experimental Psychology, за коју је био коаутор 1949. године.

## Позне године
У пензији, Гарнер и његова супруга Барбара су живели у Редингу, држави Конектикат. Умро је 14. августа 2008. године.

## Награде
Гарнер је примио неколико награда за време своје каријере, укључујући избор за Националну академију наука 1965. године; Награда за Изузетни научни допринос Америчке Психолошке Асоцијације; Златна медаља за психологију Америчке Психолошке Асоцијације; Warren медаљу Удружења експерименталних психолога; Јејлову Wilbur Cross медаљу; и почасну награду Џона Хопкинса.